# Lijst van oorlogsmonumenten in Westervoort
De Nederlandse gemeente Westervoort heeft 3 oorlogsmonument. Hieronder een overzicht.
| Nr.  | Object                                            | Herdachte groep                  | Ontwerper    | Onthulling   | Type       | Locatie                  | Plaats      | Coördinaten                   | Foto |
| ---- | ------------------------------------------------- | -------------------------------- | ------------ | ------------ | ---------- | ------------------------ | ----------- | ----------------------------- | ---- |
| 1985 | Monument 1940-1945                                | algemeen, geallieerde militairen | Ir. Jan Weis | 1958         | Kruis      | Dorpsplein 1, 6931 CZ    | Westervoort | 51° 57' 44" NB, 5° 58' 6" OL  |      |
| 3960 | Oversteek-monument                                | geallieerde militairen           |              | 4 april 2012 | overig     | De Kleine Pley / Veerdam | Westervoort | 51° 57' 55" NB, 5° 57' 17" OL |      |
|      | Liberation Route Marker 46 (operatie Quick Anger) | geallieerde militairen           |              |              | zwerfsteen | De Kleine Pley / Veerdam | Westervoort | 51° 57' 55" NB, 5° 57' 17" OL |      |

Aalten ·
Apeldoorn ·
Arnhem ·
Barneveld ·
Berg en Dal ·
Berkelland ·
Beuningen ·
Bronckhorst ·
Brummen ·
Buren ·
Culemborg ·
Doesburg ·
Doetinchem ·
Druten ·
Duiven ·
Ede ·
Elburg ·
Epe ·
Ermelo ·
Harderwijk ·
Hattem ·
Heerde ·
Heumen ·
Lingewaard ·
Lochem ·
Maasdriel ·
Montferland ·
Neder-Betuwe ·
Nijkerk ·
Nijmegen ·
Nunspeet ·
Oldebroek ·
Oost Gelre ·
Oude IJsselstreek ·
Overbetuwe ·
Putten ·
Renkum ·
Rheden ·
Rozendaal ·
Scherpenzeel ·
Tiel ·
Voorst ·
Wageningen ·
West Betuwe ·
West Maas en Waal ·
Westervoort ·
Wijchen ·
Winterswijk ·
Zaltbommel ·
Zevenaar ·
Zutphen